# Aleksander Lichodzijewski
Aleksander Lichodzijewski (Słupsk, 22 oktober 1984) is een Belgisch-Pools voormalig basketballer en basketbalcoach.

## Carrière
Lichodzijewski groeide op in West-Vlaanderen als zoon van Poolse ouders, zijn moeder kwam naar België als volleybalster om te spelen in de Belgische competitie. Hij speelde in de jeugd van Kortrijk Sport CB, Gent Dragons en BC Oostende. Hij maakte in het seizoen 2003/04 zijn profdebuut voor BT Wevelgem en speelde er drie seizoenen. Het eerste seizoen was in de eerste klasse maar Wevelgem degradeerde dat seizoen en hij speelde nog twee seizoenen in de tweede klasse. In 2006 maakte hij de overstap naar de Antwerp Giants. In 2007 won hij met hen de beker van België en de Supercup. In 2008 maakte Lichodzijewski zijn debuut voor de Belgische nationale ploeg.
Hij speelde bij de Giants tot 2010, hij werd bij de Giants ontslagen na een incident in het uitgangsleven. Toen ging hij spelen voor de Poolse eersteklasser Sportino Inowrocław waarvoor hij een seizoen speelde. In 2011 ging hij spelen voor reeksgenoot PBG Basket Poznań. Voor het seizoen 2012/13 speelde hij voor de Poolse eersteklasser Starogard Gdański. Hij keerde na drie seizoenen in Polen terug naar België. In 2013 tekende hij bij de Belgische eersteklasser Basic-Fit Brussels en speelde voor de club tot in 2020. Hij speelde gedurende negen seizoenen voor de club als vast deel van de ploeg. Voor het seizoen 2020/21 tekende hij bij tweedeklasser Kortrijk Spurs. In 2021 besloot hij te stoppen als basketballer.
In 2021/22 was hij een seizoen assistent-coach bij de Kortrijk Spurs.

## Erelijst
- Belgisch bekerwinnaar: 2007
- Belgisch superbekerwinnaar: 2007